# 溪母
溪母（白一平轉寫：kh-），又寫作谿母，是中古漢語的牙音見組次清聲母，有開合口對立，可配所有等。

## 擬音
在大多數漢語方言、域外方音和對音，溪母大多數字對應軟顎送氣清塞音[kʰ]或送氣清齦顎塞擦音[t̠͡ɕʰ]，學界一致同意將之擬爲[kʰ]。
| 聲母 | 高本漢 | 李方桂 | 陸志韋  | 王力 | 周法高 | 李榮 | 邵榮芬 | 蒲立本 | 董同龢 | 鄭張尚芳 | 潘悟雲 | 《廣韻》字數 |
| ---- | ------ | ------ | ------- | ---- | ------ | ---- | ------ | ------ | ------ | -------- | ------ | ------------ |
| 溪   | kʰ     | kʰ     | kʰ(kʷʰ) | kʰ   | kʰ     | kʰ   | kʰ     | kʰ     | kʰ     | kʰ       | kʰ     | 1071         |

註：過往學界曾用逆撇號「ʻ」代表送氣音，後來國際語音學學會已規範以「ʰ」作爲清音送氣符號，上表亦依規範統一。

## 上古來源
溪母上古來源各家說法不一，某些早期學者（如高本漢、王力）認為見母來自上古漢語[kʰ]輔音。後來學者如鄭張尚芳、潘悟雲、蒲立本等認為某些溪母合口字另外來自上古漢語[kʰʷ]輔音。

## 各家分類
| 唐守溫三十字母 | 宋三十六字母 | 陳澧 | 曾運乾 | 白涤洲 | 李榮 | 周法高 |
| -------------- | ------------ | ---- | ------ | ------ | ---- | ------ |
| 溪             | 溪           | 溪   | 苦、去 | 苦、去 | 溪   | 溪     |

## 反切上字
廣韻溪母的反切上字有二十四字：康枯牽空謙口楷客恪苦去丘墟袪詰窺羌欽傾起綺豈區驅。

## 現代漢音
在大部分官話、吳語，溪母分化成兩類。第一類保持[kʰ]，出現在中古漢語一等韻、二等合口韻及部份三四等合口韻；另一類顎化為[t̠͡ɕʰ]，出現在二等開口及三、四等韻中。官话部分甚至作[ɕ]，如“溪”字本身。
在閩語，溪母無論洪細皆作[kʰ]。
粵語、客語亦無論洪細皆不顎化，但有些字已弱化成[h]，甚至有些字在/u/或/ɔ/音前面而變化成為[f]，有些字在/j/音前面已省略，如廣州話「口」（[hɐu]）、「去」（[hɵy]）、「闊」（[fuːt]）、「丘」（[jɐu]）。

## 域外方音
在越南語，大多數溪母字發/x/音，但有些發/k/音。在朝鲜语、日語吳音及漢音，大多數溪母字發/k/音。